# Scheloribates muiri
Scheloribates muiri är en kvalsterart som beskrevs av Arthur P. Jacot 1934. Scheloribates muiri ingår i släktet Scheloribates och familjen Scheloribatidae. Inga underarter finns listade i Catalogue of Life.